# Dendrolagus pulcherrimus
Dendrolagus pulcherrimus là một loài động vật có vú trong họ Macropodidae, bộ Hai răng cửa. Loài này được Flannery miêu tả năm 1993.